# 미래교육 플러스
《미래교육 플러스》는 EBS 1TV에서 금요일 오후 1시에 방송하는 교양 프로그램이다.

## 방송 시간
| 방송 채널 | 방송 기간                         | 방송 시간                                  |
| --------- | --------------------------------- | ------------------------------------------ |
| EBS 1TV   | 2019년 4월 2일 ~ 2019년 5월 21일  | 매주 화요일 낮 12시 10분 ~ 1시(50분)       |
| EBS 1TV   | 2019년 5월 28일 ~ 2019년 8월 13일 | 매주 화요일 밤 11시 55분 ~ 12시 45분(50분) |
| EBS 1TV   | 2019년 8월 27일 ~ 2020년 3월 24일 | 매주 화요일 밤 11시 35분 ~ 12시 25분(50분) |
| EBS 1TV   | 2020년 4월 14일 ~ 2020년 8월 11일 | 매주 화요일 오후 1시 50분 ~ 2시 40분(50분) |
| EBS 1TV   | 2020년 8월 25일 ~ 2021년 3월 23일 | 매주 화요일 오후 1시 55분 ~ 2시 45분(50분) |
| EBS 1TV   | 2021년 4월 2일 ~ 2021년 8월 20일  | 매주 금요일 오후 1시 50분 ~ 2시 40분(50분) |
| EBS 1TV   | 2021년 9월 3일 ~ 2022년 2월 18일  | 매주 금요일 오후 1시 ~ 1시 50분(50분)      |